# William H. McRaven
Pour les articles homonymes, voir McRaven.
William Harry McRaven, né le 6 novembre 1955 à Pinehurst (Caroline du Nord), est un amiral américain à la tête du United States Special Operations Command du 8 août 2011 au 1er septembre 2014. Il avait auparavant dirigé, de juin 2006 à mars 2008, le commandement des opérations spéciales en Europe (Special Operations Command Europe), une composante du commandement des forces des États-Unis en Europe, et le Joint Special Operations Command du 13 juin 2008 au 8 août 2011.
McRaven a également occupé de nombreux postes au sein de l'institution militaire et au niveau interarmées, il a été entre autres commandant de la SEAL Team 3 ou commodore du Naval Special Warfare Group One.
McRaven est aussi connu pour avoir supervisé avec succès l'opération Neptune's Spear qui a abouti à la mort d'Oussama ben Laden en 2011.

## Biographie

### Jeunesse et éducation
William Harry McRaven est né le 6 novembre 1955 à Pinehurst en Caroline du Nord. Il a deux sœurs aînées et son père, Claude McRaven, était pilote durant la Seconde Guerre mondiale.
Inscrit à l'université du Texas à Austin où il a obtenu un diplôme en journalisme en 1977, McRaven s'était dans le même temps engagé dans le Reserve Officers Training Corps (ROTC) de la Navy et avait épousé Georgeann Brady, qu'il avait rencontré à l'université.
À l'âge de 36 ans, McRaven est parti étudier à la Naval Postgraduate School où il a écrit un traité de plus de 600 pages intitulé « La théorie des opérations spéciales » (The Theory of Special Operations). Son ouvrage se consacre notamment à l'explication du concept de « supériorité relative » qui postule qu'une petite force d'attaque peut défaire une position bien mieux défendue et beaucoup plus grande,.

### Carrière

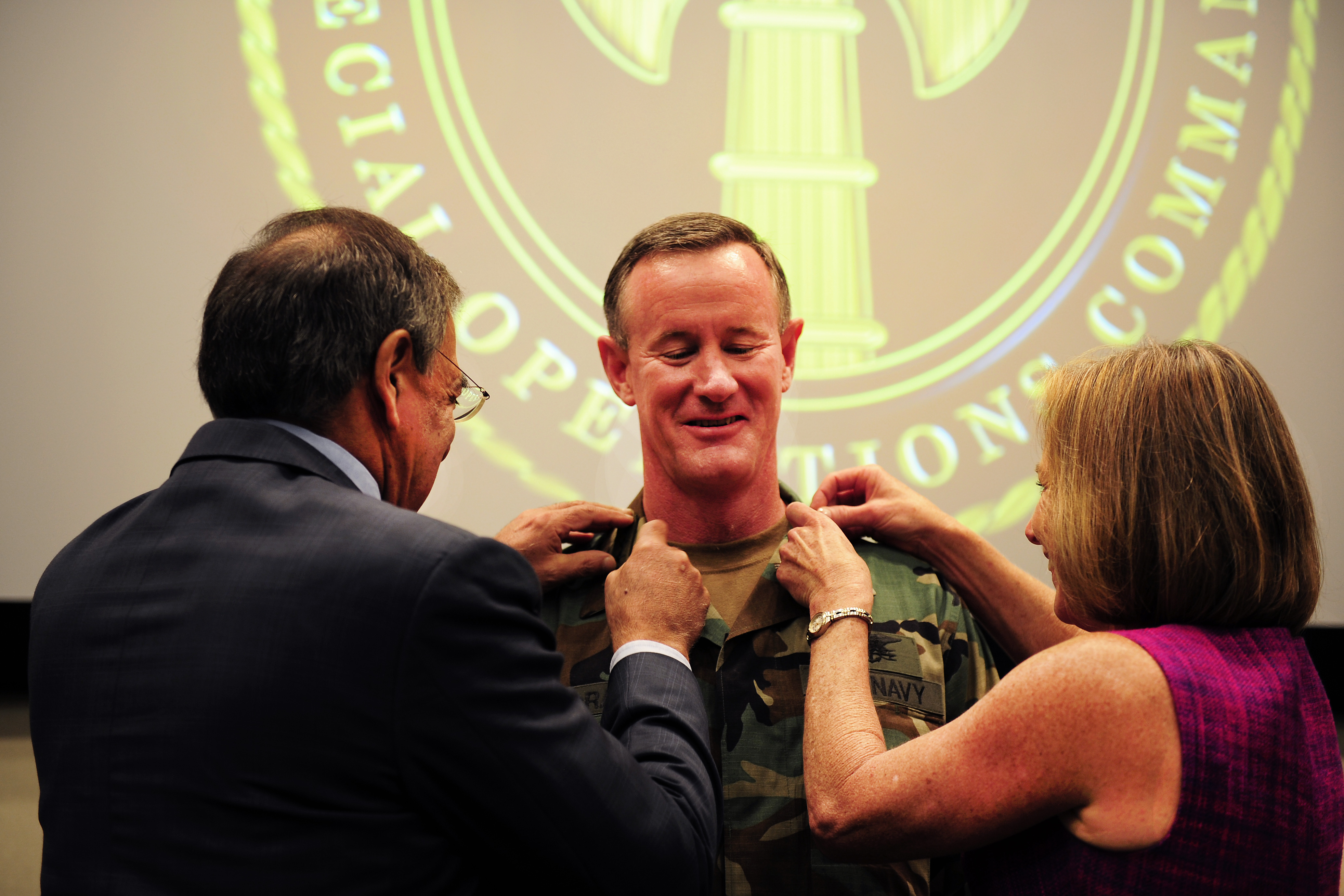
En 2011, l'insigne à quatre étoiles est accroché à l'uniforme de McRaven par sa femme et par le secrétaire à la Défense Leon Panetta.

En 1982, McRaven a été intégré à l'équipe antiterroriste de Richard Marcinko mais ce dernier l'a renvoyé de son groupe du fait de son opposition constante à l'attitude de son chef : Marcinko explique ainsi que McRaven « était un gars brillant mais il n'aimait pas mon style impoli et grossier ». Malgré le frein que ce renvoi aurait pu être pour sa carrière, McRaven a rapidement été intégré à la SEAL Team 4 et c'est à partir de ce moment que sa carrière a pris son envol.
Le 18 juillet 2001 McRaven, alors capitaine dans les SEAL, dirigeait un exercice de saut en parachute près de San Diego quand un incident avec le soldat qui sautait devant lui a entravé sa propre chute. Malgré le choc, McRaven a réussi à ouvrir son parachute mais, comme il le raconte dans un entretien, « une partie du parachute s'est enroulée autour d'une jambe, et les élévateurs autour de l'autre [...]. La mauvaise nouvelle c'est que quand il s'est ouvert, il m'a fendu en deux comme un casse-noix » lui cassant le dos et le bassin. Peu après son accident, l'administration Bush a recruté McRaven afin qu'il contribue à l'élaboration de la doctrine antiterroriste des États-Unis. À ce poste, il a pu développer une de ses principales idées en expliquant que la lutte contre le terrorisme doit se jouer, certes, dans le domaine militaire mais également dans les domaines de l'économie, de la diplomatie, de la loi et du renseignement.
McRaven a été nommé à la tête du Special Operations Command Europe (SOCEUR), qu'il a dirigé entre juin 2006 et mars 2008. Durant la même période, il a occupé le tout nouveau poste de directeur du centre de coordination des opérations spéciales de l'OTAN dont l'objectif était d'améliorer les capacités et l’interopérabilité des forces spéciales de l'OTAN. Il a ensuite été nommé à la tête du United States Special Operations Command.  
| Affectations successives                                                                        | Affectations successives | Affectations successives |
| ----------------------------------------------------------------------------------------------- | ------------------------ | ------------------------ |
| Affectation                                                                                     | de                       | à                        |
| NROTC Unit, University of Texas (Duty Under Instruction)                                        | mai 1977                 | juillet 1977             |
| Naval Amphibious Base, Coronado, San Diego, Californie (Duty Under Instruction)                 | juillet 1977             | janvier 1978             |
| Underwater Demolition Team Eleven (Assistant Platoon Commander)                                 | janvier 1978             | janvier 1980             |
| Naval Special Warfare Unit One (Intelligence Officer)                                           | février 1980             | février 1982             |
| SEAL Team Six (Team Leader)                                                                     | février 1982             | mars 1983                |
| USS Spiegel Grove (LSD 32) (Officer in Charge of Special Warfare Detachment for Unitas XXIV)    | avril 1983               | octobre 1983             |
| SEAL Team Four (Platoon Commander)                                                              | octobre 1983             | décembre 1984            |
| Swimmer Delivery Vehicle Team Two (Operations Officer)                                          | décembre 1984            | avril 1986               |
| Office of the Chief of Naval Operations (Sea/SDV Branch Head) (OP-31)                           | avril 1986               | août 1988                |
| Naval Special Warfare Group One (Special Projects Officer)                                      | août 1988                | décembre 1988            |
| Executive Officer, SEAL Team One                                                                | décembre 1988            | juin 1990                |
| Naval Special Warfare Command (Assistant Current Operations)                                    | juin 1990                | mai 1991                 |
| Naval Postgraduate School, Monterey, Californie (Duty Under Instruction)                        | juin 1991                | juin 1993                |
| Naval Special Warfare Command (Training and Readiness Officer)                                  | juin 1993                | juin 1994                |
| Commanding Officer, SEAL Team Three                                                             | juin 1994                | juin 1996                |
| Naval Special Warfare Group One (Chief of Staff)                                                | juin 1996                | octobre 1997             |
| US Special Operations Command (Division Chief and SOCOM Strike Assessment Director)             | octobre 1997             | septembre 1999           |
| Commander, Naval Special Warfare Group One                                                      | septembre 1999           | octobre 2001             |
| National Security Council, The White House (Director for Strategy and Defense Issues)           | octobre 2001             | juillet 2003             |
| Deputy Commanding General for Operations, Joint Special Operations Command                      | juillet 2003             | juin 2006                |
| Commander, Special Operations Command Europe/Director, Special Operations, US European Command  | juin 2006                | juin 2008                |
| Commander, Joint Special Operations Command/Commander, Joint Special Operations Command Forward | juin 2008                | juin 2011                |
| Commander, US Special Operations Command                                                        | juin 2011                | septembre 2014           |

| Promotions successives | Promotions successives                                         |
| ---------------------- | -------------------------------------------------------------- |
| 8 juin 1977            | Ensign                                                         |
| 8 juin 1979            | Lieutenant (junior grade)                                      |
| 1er juillet 1981       | Lieutenant                                                     |
| 1er janvier 1987       | Lieutenant Commander                                           |
| 1er septembre 1991     | Commander                                                      |
| 1er avril 1998         | Captain                                                        |
| 1er août 2004          | Rear Admiral (lower half)                                      |
| 23 juillet 2006        | désigné Rear Admiral alors qu'il occupait un poste de ce grade |
| 1er juin 2007          | Rear Admiral                                                   |
| 13 juin 2008           | Vice Admiral                                                   |
| 2011                   | Admiral                                                        |

#### Opération Neptune's Spear
C'est en février 2011 que le secrétaire à la Défense Leon Panetta a demandé à McRaven, alors à la tête du Joint Special Operations Command, de préparer un plan d'attaque contre l'enceinte où résidait Ben Laden. Ce dernier a proposé trois options : un assaut mené par des commandos américains depuis un hélicoptère, une frappe faite depuis un bombardier B-2 et visant à détruire complètement la résidence de Ben Laden, ou une attaque dirigée conjointement avec les services de renseignement pakistanais. Après réflexion, le président Obama a choisi la première option et le raid des commandos américains.
Le 1er mai 2011 McRaven a donc commandé l'assaut contre la résidence d'Abbottabad du chef d'Al-Qaïda tout en briefant le président Obama tout au long du raid, depuis Jalalabad, grâce à un canal vidéo sécurisé. Michael Leiter, qui était directeur du National Counterterrorism Center, raconte à ce propos qu'il « était presque comme la voix de Walter Cronkite, complètement calme », et ce malgré le crash d'un hélicoptère en plein assaut. Quant à McRaven, il expliquera « nous menons des raids. Nous volons dans des hélicoptères, nous attaquons des camps, [...] nous récupérons le méchant ou tout ce qui est nécessaire, et nous sortons. Alors il est vrai que cette opération exceptionnelle était beaucoup plus sportive, beaucoup plus lointaine, avec beaucoup plus de ramifications politiques, beaucoup plus risquée pour de nombreuses raisons, mais en gros similaire aux choses que nous faisons toutes les nuits ».
Grâce à son rôle dans l'organisation de l'opération Neptune's Spear et dans la mort de Ben Laden, McRaven a été sur la liste finale de la personnalité de l'année du Time Magazine.
Il a pris sa retraite le 1er septembre 2014.

### Vie privée
McRaven était présent au gala annuel d'association des correspondants de la Maison-Blanche de 2012, où il avait été invité par une camarade de classe de l'école primaire.

## Dans les médias
- Dirty Wars, un documentaire américain sorti en 2013 dans lequel McRaven fait une apparition, s'excusant auprès des survivants du raid de Khataba à l'occasion duquel les américains avaient tué par erreur cinq civils afghans le 12 février 2010[10].
- Son discours aux étudiants à l'université du Texas à Austin le 17 mai 2014 a été visionné plus de 50 millions de fois sur Youtube[11].

## Décorations

### Américaines
- Army Distinguished Service Medal
- Defense Superior Service Medal
- Legion of Merit
- Bronze Star
- Defense Meritorious Service Medal
- Meritorious Service Medal
- Joint Service Commendation Medal
- Navy and Marine Corps Commendation Medal
- Navy and Marine Corps Achievement Medal
- National Defense Service Medal
- Médaille du service en Asie du Sud-Ouest (version américaine)
- Afghanistan Campaign Medal
- Iraq Campaign Medal
- Global War on Terrorism Expeditionary Medal
- Global War on Terrorism Service Medal

### Étrangères
- Médaille de la libération du Koweït (en) (Arabie saoudite)
- Médaille de la libération du Koweït (en) (Koweït)

## Publications
- (en) William H. McRaven, The Theory of Special Operations (mémoire de Master), Monterey, Californie, Naval Postgraduate School, 1993, 604 p. (lire en ligne [PDF]) (DTIC accession number ADA269484)
  - édition commerciale : (en) William H. McRaven, Spec Ops : Case Studies in Special Operations Warfare: Theory and Practice, Novato, Californie, Presidio Press, 1995 (ISBN 0-89141-544-0)
- William H. McRaven, Si tu veux changer ta vie... commence par faire ton lit [« Make your bed »], Malakoff, Dunod, 2018, 151 p. (ISBN 978-2-10-077961-1)
- William H. McRaven, Ma vie dans les forces spéciales [« Sea Stories: My Life in Special Operations »], Malakoff, Dunod, 2020, 384 p. (ISBN 978-2-10-080282-1)
- William H. McRaven, Les vrais héros ne portent pas de cape : Révélez les qualités qui sommeillent en vous [« The Hero Code: Lessons Learned from Lives Well Lived »], Malakoff, Dunod, 2021, 192 p. (ISBN 978-2-10-082524-0)